# Драмкондра (футбольний клуб)
Асоційований футбольний клуб «Драмкондра» (ірл. Cumann Peile Droim Conrach) — ірландський футбольний клуб з Дубліна, заснований у 1923 році. Виступає у Лізі Ірландії. Домашні матчі приймає на стадіоні «Клонтеркт Парк».

## Історія
Заснований у 1923 році. У 1972 році розформований. 2008 року відновлений шляхом об'єднання АФК «Драмкондра» та «Драмкондра Атлетік» як Асоційований футбольний клуб «Драмкондра».

## Досягнення
- Ліга Ірландії
  - Чемпіон: 1947–48, 1948–49, 1957–58, 1960–61, 1964–65
- Кубок Ірландії
  - Володар: 1926–27, 1942–43, 1945–46, 1953–54, 1956–57.